# ماساهيكو يامادا
ماساهيكو يامادا هو محامي وسياسي ياباني، ولد في 8 أبريل 1942 في اليابان. حزبياً، نشط في Green Wind ‏ والحزب الديمقراطي الياباني وحزب التجدد الياباني وحزب الآفاق الجديدة. وقد انتخب عضو مجلس النواب من اليابان.